# Лебяжье (озеро, Вагулинский сельский округ)
Лебяжье (каз. Лебяжье) — озеро в Кызылжарском районе Северо-Казахстанской области Казахстана. Находится в пойме реки Ишим на территории Вагулинского сельского округа в 1 км к северу от села Соколовка.
По данным топографической съёмки 1940-х годов, площадь поверхности озера составляет 6,04 км². Наибольшая длина озера — 3,1 км, наибольшая ширина — 2,7 км. Длина береговой линии составляет 10,2 км, развитие береговой линии — 1,15. Озеро расположено на высоте 91,5 м над уровнем моря.
По данным обследования 1956 года, площадь поверхности озера составляет 5,8 км². Максимальная глубина — 2,83 м, объём водной массы — 11,6 млн м³, общая площадь водосбора — 57,6 км².
Дно песчаное. Минерализация умеренная: 2-4,5 г/л.
Озеро входит в перечень рыбохозяйственных водоёмов местного значения. Обитает 13 видов рыб, а том числе карп, сазан, лещ, окунь.